# Число Штралера

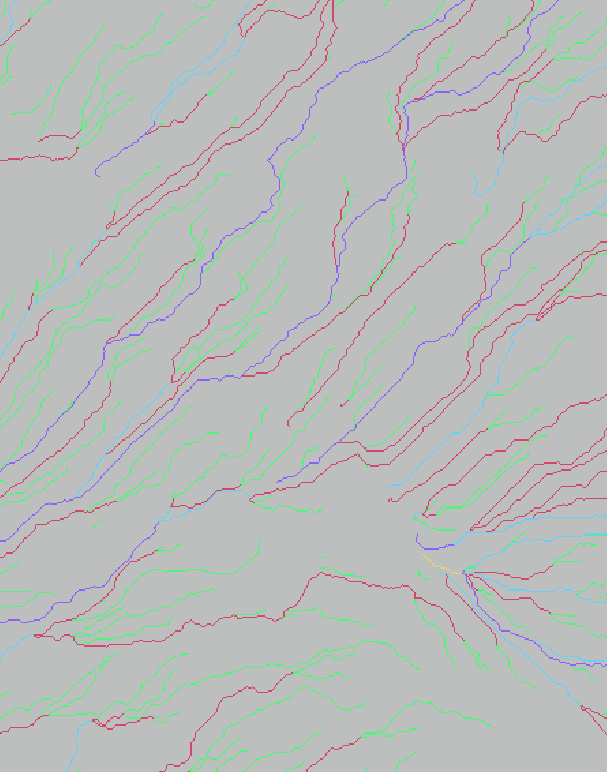
Фрагмент потоку Штралера

Число Штралера — це поняття в гідрології та геоморфології, яке використовується для класифікації і впорядкування річкових систем. Його запропонував Артур Штралер у 1952 році.
Число Штралера (індекс Штралера) є числовим значенням, що використовується для опису і класифікації вузлів деревоподібних структур, зокрема в гідрології для аналізу річкових систем.

## Методика обчислення
1. Листові вузли (кінцеві потоки або кінцеві гілки) отримують значення 1.
2. Якщо два сегменти з однаковим числом Штралера зливаються, новий сегмент отримує число Штралера на одиницю більше.
3. Якщо два сегменти з різними числами Штралера зливаються, новий сегмент зберігає більше з цих чисел.

### Приклад
Розглянемо річкову систему, де:
- Початкові потоки (кінцеві точки) мають значення 1.
- Коли два потоки з числом 1 зливаються, утворюється потік з числом 2.
- Коли два потоки з числом 2 зливаються, утворюється потік з числом 3, і так далі.

## Застосування
Число Штралера використовується в різних галузях, зокрема:
- Гідрологія: для класифікації річкових систем і аналізу водозборів.
- Геоморфологія: для дослідження ієрархічних структур ландшафтів.
- Комп'ютерні науки: для опису деревоподібних структур в алгоритмах і даних.

### Історія
Концепція числа Штралера була запропонована Артуром Штралером у 1952 році. Вона стала широко використовуваною в геонауках завдяки своїй простоті і ефективності в описі складних природних систем.

## Висновок
Число Штралера є важливим інструментом для вчених і дослідників, що дозволяє ефективно класифікувати і аналізувати деревоподібні структури, зокрема в річкових системах.